# لئونیدا لوچتا
لئونیدا لوچتا (انگلیسی: Leonida Lucchetta؛ زادهٔ ۲۸ اوت ۱۹۱۱) بازیکن فوتبال اهل ایتالیا است.
از باشگاه‌هایی که در آن بازی کرده‌است می‌توان به باشگاه فوتبال اینتر میلان و باشگاه فوتبال پالرمو اشاره کرد.